# Gradius ReBirth
Gradius ReBirth (グラディウス ReBirth 'Guradiusu Ribāsu'?) es un videojuego] de matamarcianos para WiiWare desarrollado por M2 y producido y lanzado por Konami. Es el último juego de la saga Gradius, hasta 2025, se anunció un nuevo juego Salamander III con el recopilatorio Gradius Origins. El juego fue publicado en Japón el 2 de septiembre de 2008, en América del Norte el 9 de marzo de 2009 y en Europa en 3 de julio de 2009.